# Шейхство Мафлахи
Шейхство Мафлахи (араб. مشيخة المفلحي‎), или Муфлихи —  шейхство в Южной Аравии, существовавшее до середины XX века. В разные годы входило в состав султаната Верхняя Яфа,  британского Протектората Аден, Федерацию Арабских Эмиратов Юга и Федерацию Южной Аравии. Столицей был город Эль-Мафлахи.

## История
Около 1800 года шейхство вошло в состав султаната Верхняя Яфа. В его составе в XIX веке стало частью Аденского протектората. В 1959—1960 годах шейхство было отторгнуто от Верхней Яфы, так как султанат упорно отказывался от вступления в учреждённую британцами Федерацию Арабских Эмиратов Юга. В 1962 году Мафлахи стало частью Федерации Южной Аравии.
Последний шейх Эль-Касим ибн Абд ар-Рахман I был свергнут 12 августа 1967 года, шейхство было ликвидировано, а его территория вошла в состав Народной Республики Южного Йемена. После формального объединения Йемена в 1990 году и фактической аннексии Южного Йемена со стороны Северного Йемена в 1994 году бывшее шейхство входило в состав Йеменской Республики. В 2015 году объединённый Йемен фактически прекратил своё существование, когда хуситы стали править шиитским Северным Йеменом, тем временем при содействии ОАЭ начал своё возрождение в качестве самостоятельного государства Южный Йемен. По состоянию на середину 2020 года война между хуситами, Южным Йеменом и саудовскими интервентами и их союзниками (совместно с коллаборационистами Хади) продолжается, большая часть территории бывшего шейхства Мафлахи контролируется интервентами, северо-восточная часть контролируется хуситами. Южный Йемен, претендующий, на всю территорию шейхства, не контролирует его территорий.

## Список шейхов Мафлахи
- Аль-Касим аль-Саккаф — 1850 — 1885
- Абд аль-Рахман ибн Аль-Касим аль-Саккаф — 1885 — 1920
- Аль-Касим ибн Абд аль-Рахман — 1920 — 12 августа 1967